# ふりむかないで (ザ・ピーナッツの曲)
「ふりむかないで」は、1962年2月に発表されたザ・ピーナッツ歌唱の日本の歌謡曲。

## 概要
和製ポップス最初期のヒット作品であり、岩谷時子・宮川泰コンビによる初のヒット曲である。またザ・ピーナッツにとっても、オリジナルソングとしては初のヒット曲でもあった（ただし、これは初のオリジナルのソングではない）。
当時のアメリカン・ポップスのエッセンスを咀嚼し、乙女の初々しく繊細な心情を弾けるような明るさとスピード感で歌い上げた曲である。
当時、本曲および後続曲の「恋のバカンス」、「ウナ・セラ・ディ東京」等は一部では“無国籍歌謡”などと揶揄されたりもしたが、日本のポップス界では、外国曲に日本語の訳詞を載せた「カバーポップス」が主流だった時代に、今日の「J-POP」へと繋がる日本オリジナルのポップスの幕開けを告げることになった。
歌謡曲の録音はモノラルが一般的な当時としては異例のステレオ録音が採用された。
1962年8月公開のザ・ピーナッツ主演の東宝映画『私と私』では劇中歌として登場し、同年の『第13回NHK紅白歌合戦』でも歌われた。
この他にも落語家の林家三平とのコラボレーションによる「ふりむかないで」なども発表されていた。
ヴァージョン数は少なかったが、2010年に発売されたCDで未発表版が48年越しに公開された。
2009年のアニメ映画『ヱヴァンゲリヲン新劇場版:破』に劇中歌として使用され、同作のサウンドトラックにも収録された。
2015年のテレビドラマ『デート〜恋とはどんなものかしら〜』（フジテレビ系）では、オリジナル版のままオープニング曲に使用されている。

## 収録曲
1. ふりむかないで
作詞：岩谷時子／作曲・編曲：宮川泰
  - 演奏：シックス・ジョーズ・ウィズ・ストリングス
2. アテネの恋唄
作詞：岩谷時子／作曲：マノス・ハジダキス／編曲：宮川泰

## カバーしたアーティスト
- キャンディーズ（アルバム『Candy Label』1977年）
- ジューシィ・フルーツ（アルバム『パジャマ・デート』1981年）
- 松田聖子・河合奈保子（フジテレビ系列「ミュージックフェア」番組内にて、1983年）
- 井上晴美（1991年）
- Wink（シングル「ふりむかないで」・アルバム『Nocturne 〜夜想曲〜』1992年）
- 松雪泰子（1997年）
- W（シングル「恋のフーガ」2005年）
- ARAHIS（アラヒス、ロシアの双子デュオ、2006年）
- 範田紗々（アルバム『DOUBLE S』2015年）
- manaka×アサヒ（Little Glee Monster）（LINE LIVE・YouTubeで配信、トリビュートアルバム『ザ・ピーナッツ トリビュート・ソングス』に収録[1]、2016年）
- ザ・リリーズ（アルバム『リリーズ ザ・ピーナッツを歌う』2014年）